# ياماها واي أم 3812

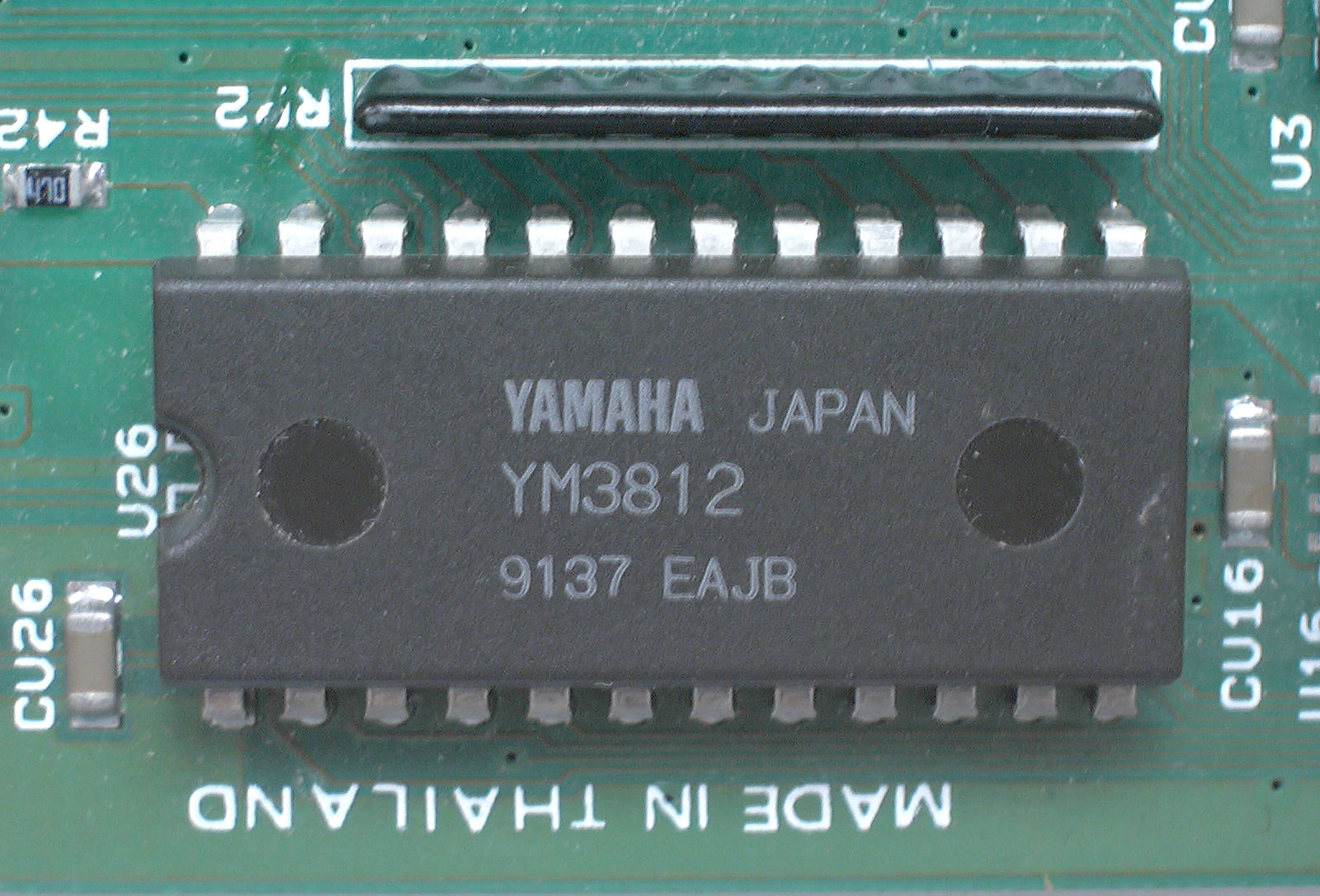
ياماها YM3812

ياماها واي أم 3812 (بالإنجليزية: YM3812)‏الذي يُعرف أيضًا باسم OPL2 (OPL هو اسم تاجي لمشغل FM من النوع L) هو [شريحة صوت] (أي دارة متكاملة) أنشأتها شركة ياماها في عام 1985 ومشهورة باستخدامها الواسع في بطاقات الصوت المعتمدة على [الكمبيوتر الشخصي IBM] مثل آد ليب وسوند بلاستر.
وهو متوافق مع سابقه OPL المعروف باسم ياماها YM3526، وهو شبيه جدًا به - وهو في الحقيقة يضيف 3 أشكال موجية جديدة فقط. وكان هناك إصدار تمت ترقيته من OPL2، وهو OPL3 الذي يُعرف باسم ياماها YMF262، مستخدمًا أيضًا كثيرًا في بطاقات الصوت التي ظهرت بعد ذلك مثل سوند بلاستر 16. وهناك شريحة أخرى ذات صلة، وهي ياماها YM2413 (OPLL) وهي إصدار موجز.
تتميز هذه الدارة بـ 244 سجلاً مختلفًا للكتابة فقط. ويمكنها إنتاج 9 قنوات من الصوت، كلٌ منها مصنوع من مولدي ذبذبات. يمكن لكل مولد ذبذبات إنتاج منحنيات الجيب التي يمكن أيضًا تعديلها لتصبح 3 أشكال موجية أخرى – الجزء السالب من الجيب يمكن كتم صوته أو عكسه، ويمكن أيضًا إنتاج موجات pseudo sawtooth (موجات 1/4 جيبية متجهة لأعلى فقط وبينها أقسام صامتة). هذه الطريقة الغريبة لإنتاج الأشكال الموجية تضفي على ياماها YM3812 صوتًا مميزًا. لكل مولد موجات مولد [ADSR] الظرفي الخاص به. وطريقته الأساسية للتركيب هي التركيب بتعديل الترددات، والتي تتم من خلال تعديل الأطوار الخاص بطور أحد مولدي ذبذبات القناة من خلال ناتج المولد الآخر.

## نظرة عامة على سجلات القناة
للقناة كلها:
- التردد الأساسي (10 بت)
- النغمة الثمانية ( 3 بت)
- تشغيل/إيقاف العلامة الموسيقية
- وضع التركيب (FM أو إضافي فقط)

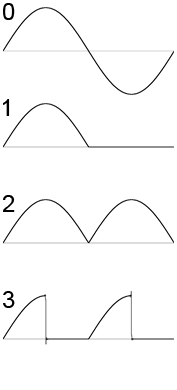
الأشكال الموجية لمولد ذبذبات ياماها YM3812

- التعليقات (0-7، أداة التعديل تعدل نفسه)

لكل من مولدي الذبذبات الاثنين:
- مضاعفة التردد (يمكن ضبطه على ½، أو من 1 إلى 10، أو12 ، أو 15)
- الشكل الموجي (جيب، نصف جيب، جيب مطلق، ربع جيب)
- الصوت (0-63 لوغاريثمي)
- Attack, Decay, Sustain, Release (4 بت لكل منها، لوغاريتميي)
- اهتزاز (تشغيل أو إيقاف)
- اهتزاز موسيقي (تشغيل أو إيقاف)
- تعليق (تشغيل أو إيقاف)
- سلم موسيقي ظرفي لكل مفتاح (تشغيل أو إيقاف)
- سلم موسيقي صوتي لكل مفتاح (0-3)

كما يوجد بعض المعلمات التي يمكن ضبطها من أجل الشريحة كلها:
- عمق الاهتزاز الموسيقي
- عمق الاهتزاز
- وضع القرع الموسيقي (تستخدم 3 قنوات للحصول على 5 أصوات قرع)
- وضع الجيوب المتعددة (نادرًا ما يُستخدم، لا يعمل على OPL3)

## التشغيل الداخلي
التشغيل الأولي للشريحة رقمي بالكامل. كل نغمة FM تصدر عن مولد ذبذبات رقمي باستخدام تركيب رقمي مباشر. يتم تخزين ربع شكل لوغاريتم موجي جيبي محول كتقريب نموذجي في جدول ذاكرة قراءة فقط سعة 256 كلمة (ذاكرة القراءة فقط). ويستدل على باقي الشكل الموجي للجيب من خلال خاصية التناسق التي يتميز بها. تحديد السلم الموسيقي لناتج مولد ذبذبات للوصول إلى الصوت المرغوب يتم عادة من خلال التكرار، ولكن ياماها YM3812 يتجنب التكرار من خلال العمل على علامات لوغاريتم محولة تعمل على تقليل التكرارات لتصل إلى إضافات حسابية أقل. وتقوم ذاكرة أخرى للقراءة فقط سعة 256 كلمة بتخزين دالة أسية كجدول بحث، يُستخدم لإعادة علامة السلم الموسيقي اللوغاريثمي إلى سلم موسيقي خطي عند اللزوم باعتبار ذلك المرحلة الأخيرة التي يتم فيها جمع نواتج مولد الذبذبات (قبيل ناقل نواتج DAS). ناتج ياماها YM3812 وهو سلسلة من أرقام العمليات الحسابية على أعداد الفاصلة العائمة التي تتم بتردد نموذجي يبلغ حوالي 49720 هرتز، يتم إرساله إلى شريحة مبدل رقمي تمثيلي (DAC) منفصلة، وهي ياماها YM3014B.

## معرض صور

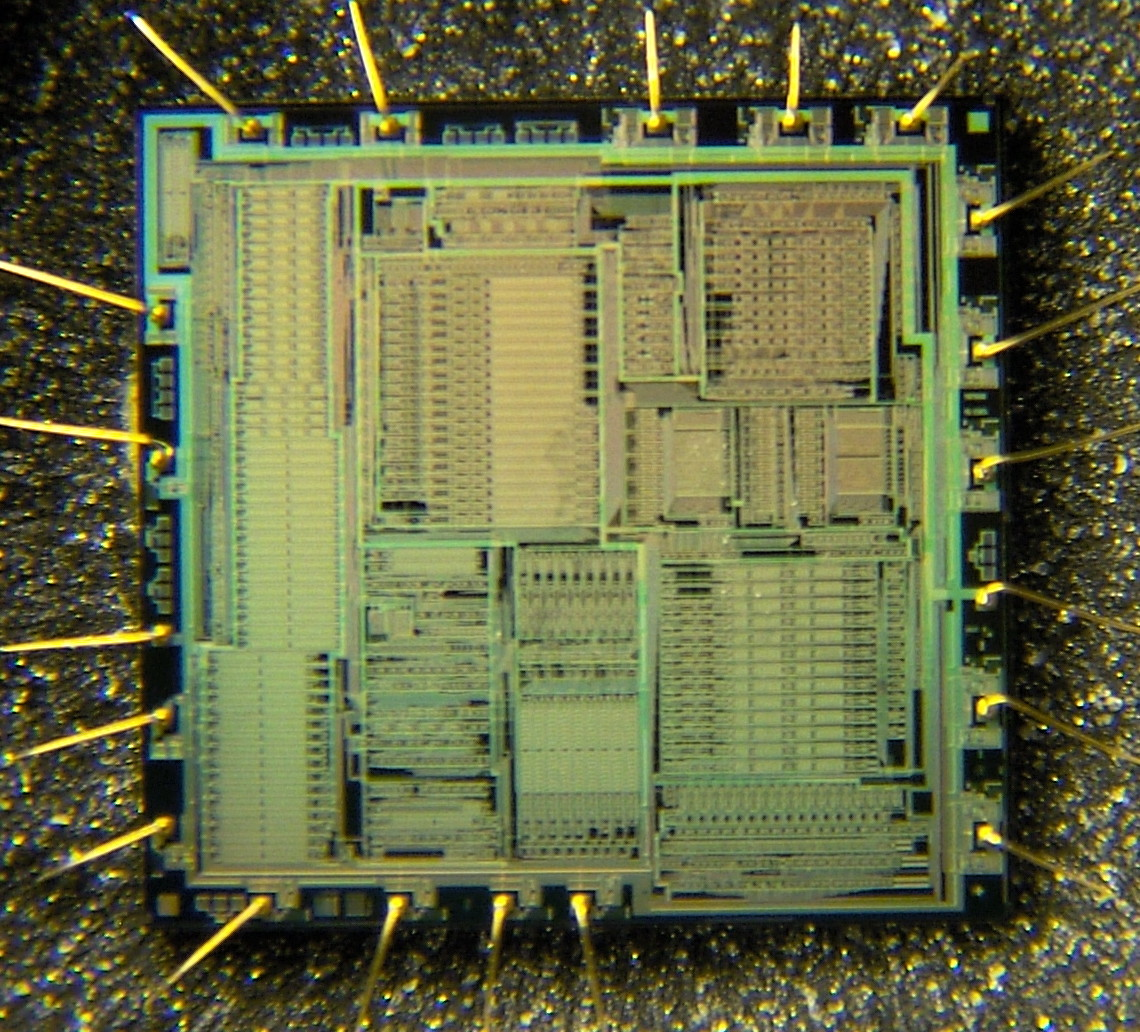
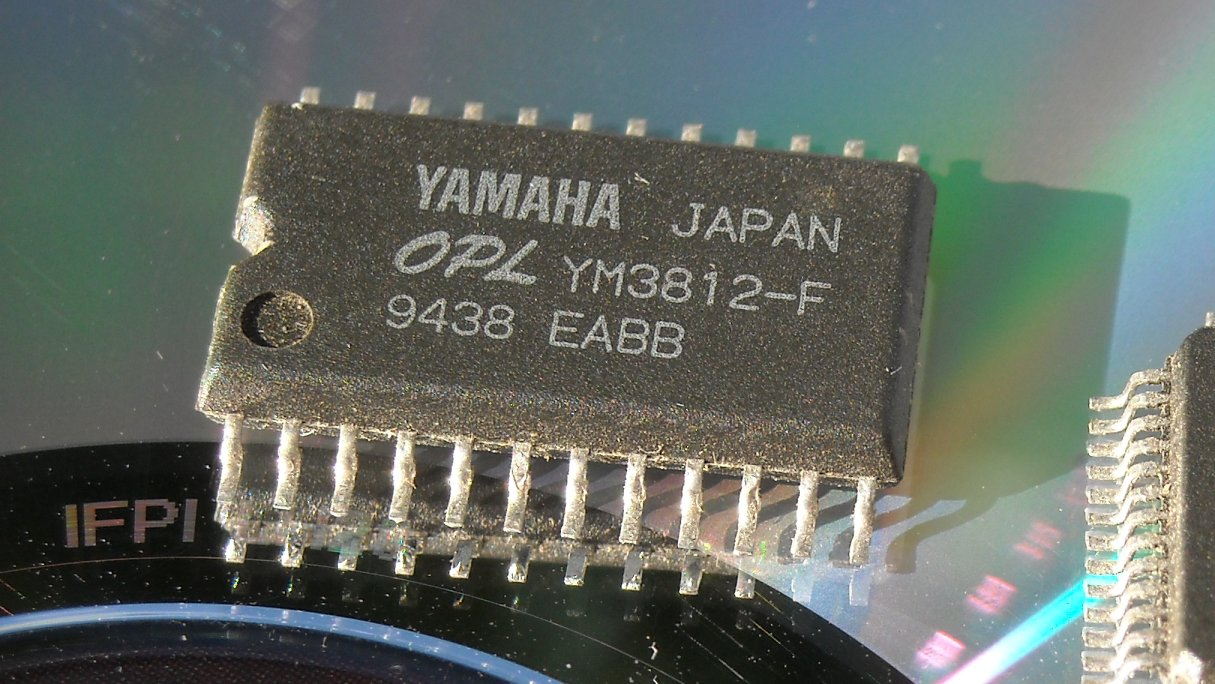
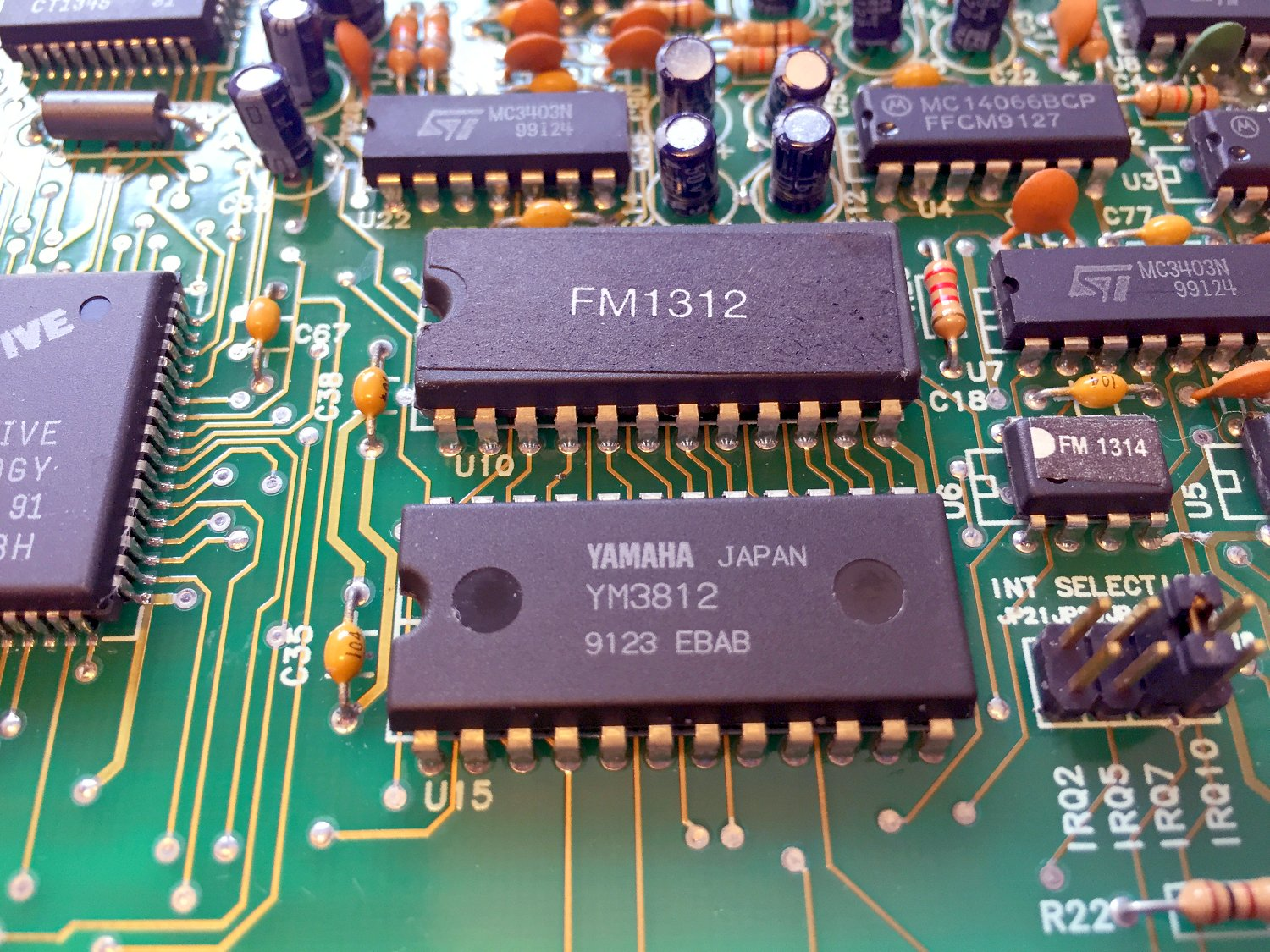

## وصلات خارجية
- Programming the AdLib/Sound Blaster FM Music Chips
- YM3812 Datasheet
- OPLx decapsulated (a reverse engineering report)